# Adicella reducta
Adicella reducta là một loài Trichoptera trong họ Leptoceridae. Chúng phân bố ở miền Cổ bắc.